# Amerikaanse draver

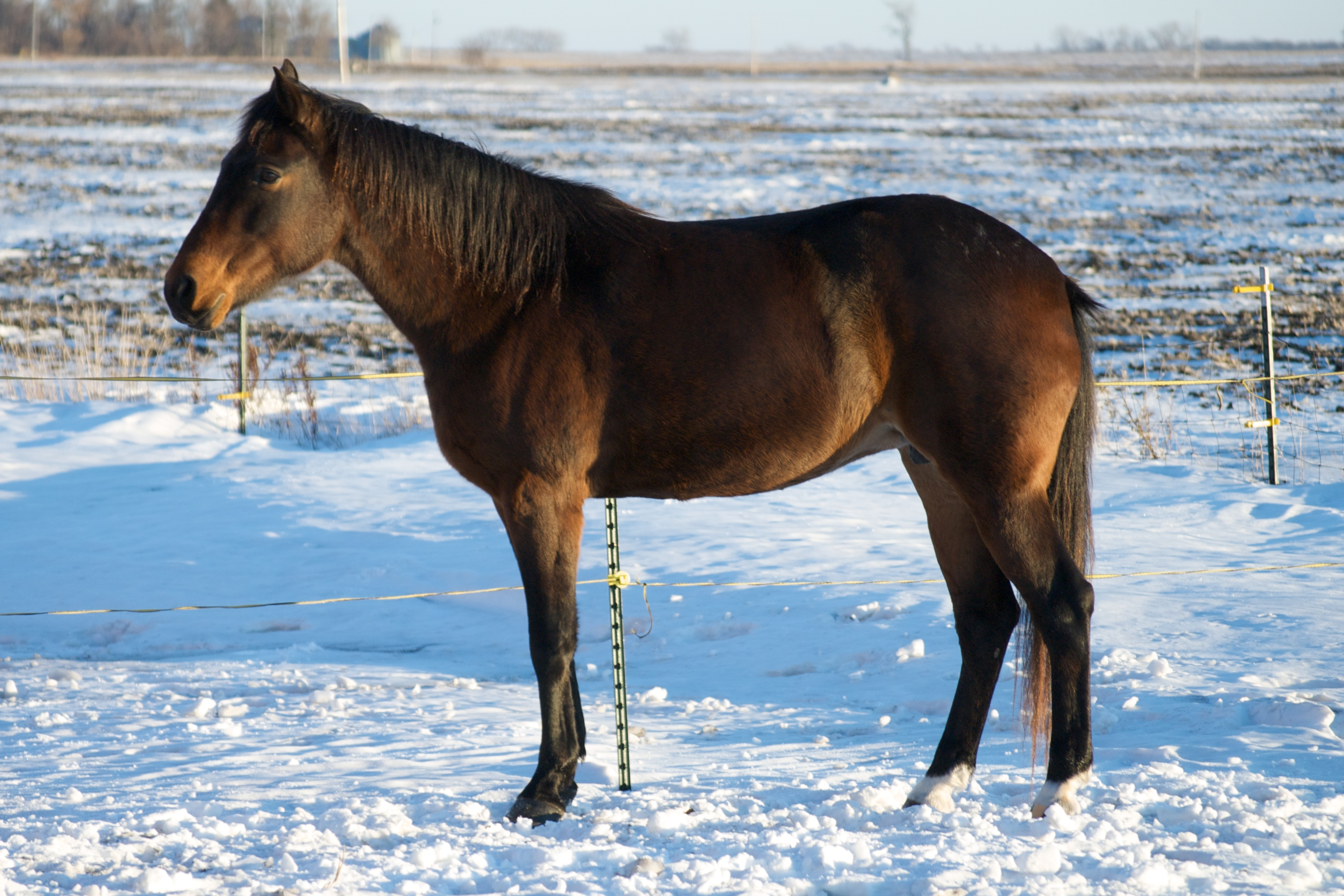
Amerikaanse draver in wintervacht

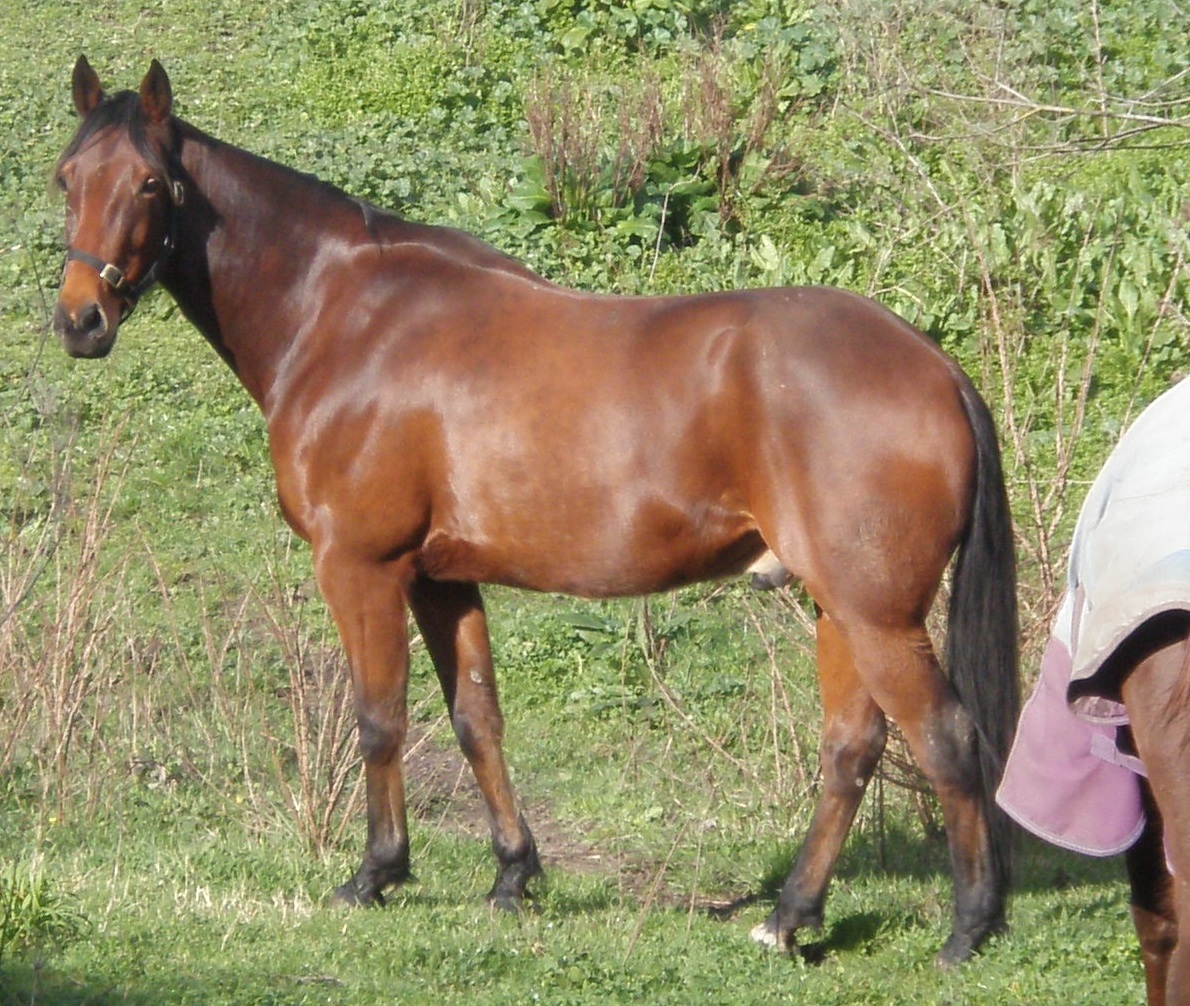
Standardbred hunter

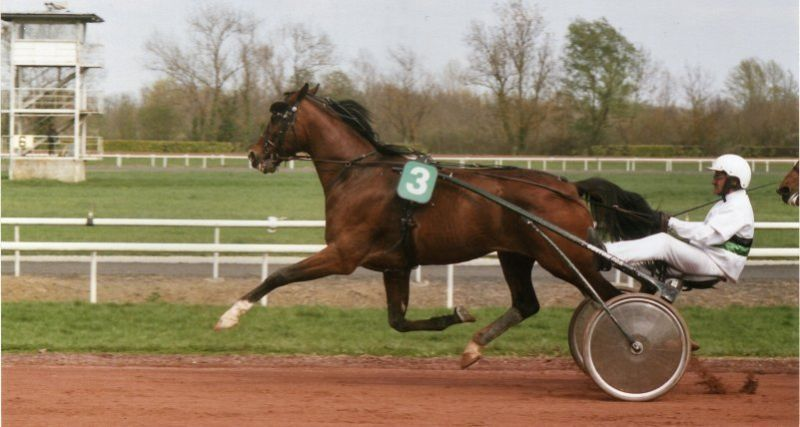
Een Amerikaanse draver voor de sulky

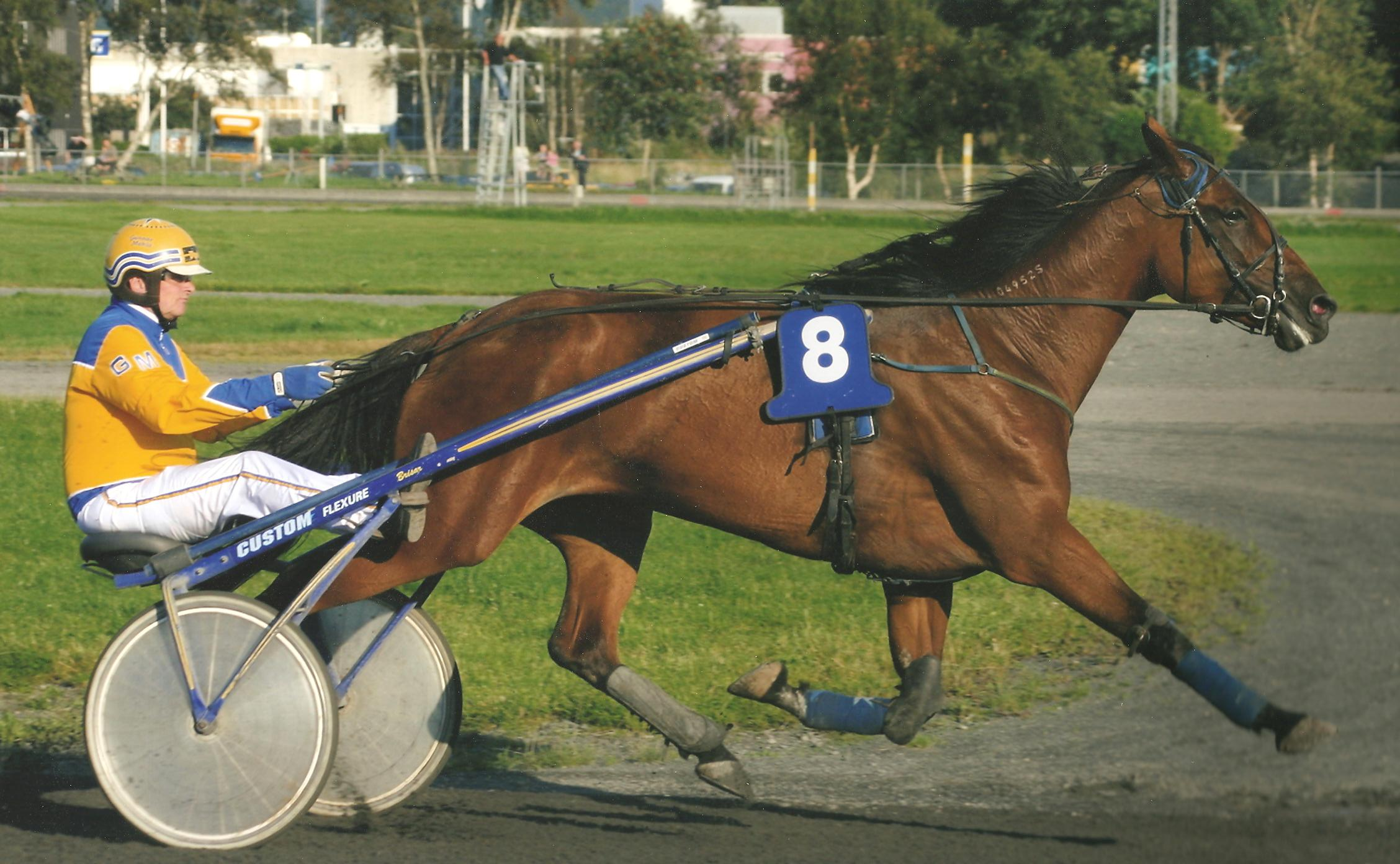
Een Amerikaanse draver in Noorwegen

De Amerikaanse draver (Engels: American standardbred) is een voor de drafsport gefokt paardenras afkomstig uit de Verenigde Staten. De stokmaat van dit paard ligt tussen de 1,50 en 1,71 meter. Het ras wordt tegenwoordig overal ter wereld gefokt.

## Geschiedenis
Het ras komt voort uit bestanden van paarden die emigranten vanuit Europa meenamen naar Amerika. De kolonisten gebruikten verschillende paardenrassen die uitblonken door een prettige of opmerkelijke draf, waaronder de narragansett pacer en de hackney. In 1788 werd de hengst MessengerXX naar Philadelphia geïmporteerd. Deze Engelse volbloed werd gekruist met een merrie van het ras Norfolk trotter. Hieruit werd de hengst Hambletonian 10 geboren. Dit was een uitstekende fokhengst. Hij kreeg vier zonen: Georges Wilkes, Dictator, Happy Medium en Elictioneer. Ongeveer negentig procent van de huidige standardbreds komt voort uit deze vier hengsten.
In 1879 werd een gereguleerd stamboek opgericht en werd de naam standardbred vastgelegd. De norm voor toelating tot het stamboek was uitsluitend snelheid: één mijl afleggen in twee minuten en dertig seconden. Tegenwoordig is de toegestane tijdsduur zelfs verlaagd, omdat de paarden sneller zijn gaan rennen door de strenge fokselectie en door de betere renbanen. In 1980 brak Niatross het toenmalige record voor telgangers. Hij liep één mijl in één minuut en negenenveertig seconden.

## Uiterlijk
Omdat snelheid de belangrijkste vereiste is, kan het uiterlijk van dit paard variëren. Eén ding hebben alle paarden van dit ras met elkaar gemeen: ze kunnen zeer snel draven. Meestal worden zij daartoe voor een sulky gespannen. Over het algemeen hebben Amerikaanse dravers geen bijzonder edel hoofd met lange oren. Ook hebben ze meestal korte sterke voorbenen en langere achterbenen, de achterhand is krachtig en stuwend en ze hebben een brede borst. Omdat ze zo snel moeten zijn, wordt er bij het fokken heel streng geselecteerd. Afwijkingen aan het hart, de longen of de botten kunnen een paard ongeschikt maken voor de drafsport, daarom wordt geprobeerd paarden met deze gebreken buiten de fokkerij te houden. Er zijn verschillende ondersoorten: de sprinter (zwaarder en gespierder) en de langeafstandsdraver (peziger en lichter). Grote invloeden in dit ras zijn de Engelse volbloed, morgan en Norfolk trotter. De Amerikaanse draver komt voor in kleuren zonder aftekeningen (vos, vaal, zwart of donkerbruin). Schimmels komen wel voor maar zijn uiterst zeldzaam.

## Karakter
De Amerikaanse draver staat bekend als een moedig en sportief paard. Het temperament is uitmuntend en de paarden hebben een uitstekend uithoudingsvermogen.

## Gebruiksmogelijkheden
De Amerikaanse draver wordt het meest ingezet bij draverijen, waar het paard voor de sulky en onder het zadel zeer goede prestaties levert. Pas wanneer de paarden uitgekoerst zijn, worden ze getraind voor de ruitersport en verkocht als rijpaard.

## Beweging
De belangrijkste gang van de Amerikaanse draver is de rendraf. Deze wordt gekenmerkt door een lang zweefmoment. De stap is niet bijzonder ruim. Het paard springt moeilijk in galop. Soms wordt over dravers gedacht dat zij niet kunnen galopperen, maar dit is slechts ten dele waar: het is hen tijdens de training afgeleerd.

## Bijzonderheden
De Amerikaanse draver behoort tot de allersnelste dravers ter wereld. Het wereldrecord over de mijl (1609 m) in draf is 1.08.5 ofwel 1:50:1.
- Donato Hanover liep in 2007 een wereldrecord van 1.08.5.
- In hetzelfde jaar evenaarde de merrie Giant Diablo het record van 1.08.5.
- In 2008 evenaarde Enough Talk dit record van 1.08.5. Later dat jaar liep Enough Talk een nieuw wereldrecord van 1.07.9 (1:49:3).

## Resultaten, alle leeftijden
- 1:50.1 Donato Hanover b h, 3, by Andover Hall (2007, Lex – Ron Pierce)
- 1:50.1 Giant Diabolo br m, 7, by Supergill (2007, Lex – Johan Untersteiner)
- 1:49.3 Enough Talk b h, 5 by Enjoy Lavec (2008, Col. Downs - Ron Pierce)